# Orlogsskonnerten Ingolf
Ingolf blev bygget på Orlogsværftet i København, påbegyndt i 1875 og søsat i 1876. Ingolf var den sidste af orlogsskonnerterne og det sidste skib i Marinen med hovedarmeringen opstillet som svingkanoner. Men Ingolf markerede også nye tider. Hidtil havde Marinens kanoner været forladere fra Armstrong i England, men nu gik man over til bagladekanoner fra Krupp i Tyskland. Til gengæld var maskineriet fra England, og ydede 650 HK. Skibets skrue kunne hejses op i en brønd, så den ikke sinkede fremdriften, når der førtes sejl. Ingolf var bygget af jern og fik en lang, aktiv tjeneste i både Nordatlanten, Vestindien og som skoleskib i danske farvande. Blev i 1885 klassificeret som krydser af 3. klasse, og fra 1896 regnet som skoleskib og klassificeret som skonnert. 

## Tekniske data

### Generelt
- Længde: 59,0 m
- Bredde:  8,5 m
- Dybgang: 4,2 m
- Deplacement: 1.012 ton
- Fart 10,2 knob
- Besætning: 125 i 1893

### Armering
- Artilleri (1876): 3 styk 15 cm bagladekanoner. Fra 1878 tillige 2 styk 37 mm revolverkanoner.
- Artilleri (1885): 2 styk 15 cm bagladekanoner, 4 styk 87 mm bagladekanoner og 2 styk 37 mm kanoner.
- Artilleri (1893): 4 styk 12 cm bagladekanoner samt 4 styk 37 mm revolverkanoner.
- Artilleri (1906): 2 styk 12 cm bagladekanoner, 2 styk 57 mm patronkanoner, samt 4 styk 37 mm revolverkanoner.
- Artilleri (1910): 4 styk 57 mm patronkanoner, samt 5 styk maskinskyts.

## Tjeneste
Efter prøvetogtet i 1878 påbegyndte Ingolf en lang serie togter, ofte fordelt som sommertogter til Nordatlanten og vintertogter til Vestindien. Fra 1897 indgik også tjeneste som skoleskib for underofficerer og kadetter. 
Kaptajn A. Mouriers beretning om skibets ekspedition til Danmarksstrædet blev udgivet i Geografisk Tidsskrift i 1880.
Under 1. verdenskrig indgik Ingolf i sikringsstyrken, og derefter fulgte flere skoletogter, det sidste til Middelhavet i 1922. Slettet af den aktive liste i 1926 og solgt til ophugning.